# الدلم
الدلم هي إحدى المحافظات التابعة لمنطقة الرياض وتبعد عن مدينة السيح 10 كلم، وعن مدينة الرياض بحوالي 85 كلم. وتقع بين خطى الطول 47 و48 درجة شرق خط جرينتش، وما بين خطى الطول 23.5 و24.5 درجة شمال خط الاستواء، وترتفع عن مستوى سطح البحر 1360 قدمًا.

## الجغرافيا
تقع الدلم في منطقة سهلية تحدها من الشرق كثبان رملية تعرف بعرق الضاحي وتحدها من الغرب مجموعة تلال أشهرها ريع المحسّن وجبل أبو ولد، ومن الشمال بلدة نعجان، ويحفها وادي تركي الذي يتفرع إلى فرعين وهما وادي أم الحصاني ووادي الجريف وتربتها رملية متماسكة.

## التاريخ
كتب المؤرخ سعد بن عبد الرحمن الدريهم رحمه الله في كتابه الخرج من سلسلة هذه بلادنا حيث قال: «بعد البحث في كثير من الكتب عن اسم الدلم لم يتم العثور حتى الآن عن سبب التسمية وما أصل المسمى إلا إذا كان محرفاً عن الدام حيث أن جبال الدام تقع شرقي الدلم مقابل العرق الرملي». ويقول الشاعر عنترة بن شداد:
```
ويقول عبد الله بن بليهد بأن المقصود بالديلم هي (الدلم) ولكن ابن خميس يستبعد ذلك ويقول لم نجد لهذا الرأي مؤيداً ينصره ويستطرد ابن خميس قائلاً بل اسمها قديماً الخرج وكان اسم المنطقة جواً وربما أضافوا فقالوا جو الخضرمة أما أخيراً فقد اندثر اسم جو الخضرمة وأصبح اسم الخرج يطلق على المنطقة ومما سبق وورد في كتب التاريخ الأخرى يمكن القول بأن المقصود بالخرج قديماً هي الدلم كونها مقر الإمارة ولكن هذا الاسم يشمل مدن وبلدان الخرج حاضراً.
```

ومدينة الدلم تاريخية قديمة منذ العصر الحجري الحديث الذي يبدأ من 9000 ق م وتختلف نهايته من مكان إلى آخر والآثار الدالة على ذلك في الدلم ما يلي :الموقع الأول : يقع شمال خفس دغرة بحوالي 15 كم بين خفس دغرة وزميقة من الجهة الشرقية ومساحته (250000) م2. الموقع الثاني : مقابر تحت الأرض منحوتة وتقع جنوب عين الضلع بالقرب من السفح الغربي لهضبة القصيعة وهو داخل الآن في مزارع وتم حفر جزء بسيط من مدخل المقبرة واكتشف بعض الآثار مما يوحي أن الموقع حقل مقابر منحوتة في باطن الأرض. الموقع الثالث : سور وبرج الدلم... من المعلوم أن الجزء الأكبر من مدينة الدلم كان موقعه مقابل حي الخالدية الحالي من جهة الغرب وتهدمت من السيول عام 1211هـ وبنيت المدينة بأسوار جديدة (الدلم القديمة) وفي عهد الإمام عبد العزيز بن سعود في عهد الدولة السعودية الأولى تعرض سورها أيام حكم إمارة جبل شمر إلى تخريب بعض أجزائه وتم ترميمه بأمر من الملك عبد العزيز بعد فتح الرياض عام 1319هـ ومن الآثار الأخرى التي كانت محاطة بالأسوار العذار وزميقة وماوان.

## معالم المدينة
لها العديد من المعالم الأثرية وحينما فتح الملك عبد العزيز بعد الرياض توجه إليها وشهدت العديد من المعارك التاريخية حسب ما ذكر الرواة ممن حضروا الواقعة -ومن أشهر المعارك العسكرية التي شهدتها الدلم معركة بين الملك عبد العزيز والأمير عبدالعزيز بن متعب آل رشيد حيث شهد الدلم معارك ضارية حسب أقوال بعض الرواة الذين شاركوا بها حيث بدأت الحرب شمال الدلم القديمة واتخذ ابن رشيد بلدة المحمدي في شمال الدلم موقعه لحرب الملك عبد العزيز وأهالي الدلم بقيادة الأمير عبد الله بن ناصر الحقباني وبدأت الحرب بين أهالي الدلم مع الأمير محمد السديري قائد السرية التي وضعها الملك عبد العزيز في الدلم وابن رشيد قبل وصول الملك عبد العزيز إليهم من حوطة بني تميم وقلت عليهم المؤن وأرسلوا واحداً منهم هو محمد بن شديد إلى حوطة بني تميم لجلب المؤنة وأمر الملك عبد العزيز ابن شديد أن يكون بشيراً لأهالي الدلم فخرج الأهالي لصد جيش أبن رشيد. وكان انتصار الملك عبد العزيز وأهالي الدلم، فقامت العرضة النجدية في سوق الدلم القديمة ولعل من أبرز المواقع الأثرية في الدلم: - سور وبرج الدلم الذي تعرض في عهد الدولة السعودية الأولى - أيام حكم بن رشيد - إلى تخريب بعض أجزائه وتم ترميمه بأمر من الملك عبد العزيز - - بعد فتح الرياض عام 1319هـ ومن الآثار الأخرى التي كانت محاطة بالأسوار العذار وزميقة وماوان. وهناك مستوطنة قديمة تقع شمال خفس دغرة في جنوب الدلم بحوالي 15 كم بين خفس دغرة وزميقة من الجهة الشرقية ومساحتها 250000 م2 وقد تم التقاط كسر فخارية متنوعة بعضها وجد عليه رسوم وزخرفة ويعتقد أنها تشبه موجودات العهد البيزنطي، كما وجد كسر فخارية متنوعة ترجع إلى العهد الإسلامي، تمثل بقايا منشأة ربما تكون قلعة أو حصنا لم يبق منه إلا أجزاء يسيرة، كما تم العثور على أعداد هائلة من الآبار القديمة في الموقع وحوله، وكذلك العثور على مجموعة فخارية كبيرة وقد كانت في السنوات الماضية مكان يرتاده البعض ولكن لعدم الالتفات لها وتوفير وسائل الجذب والعناية به توقف الزوار عن الذهاب إليها. إضافة إلى قرية ماوان الواقعة جنوب غرب الدلم إذ يوجد فيها بقايا قلاع وتحصينات منتشرة فوق السلاسل الجبلية الجنوبية والشمالية الموجودة في ماوان، وفي الجزء الشمالي من الموقع قلعة مدعمة بأبراج نصف دائرية. تشتهر الدلم بالزراعة خصوصاَ زراعة النخيل حيث يوجد في الدلم أكثر من 385 ألف نخلة تنتج أكثر من 9 ملايين كيلو من التمور سنوياً، وأقيم فيها مهرجان الدلم للتمور 1438 هـ

## الأحياء السكنية
أولاً: الأحياء

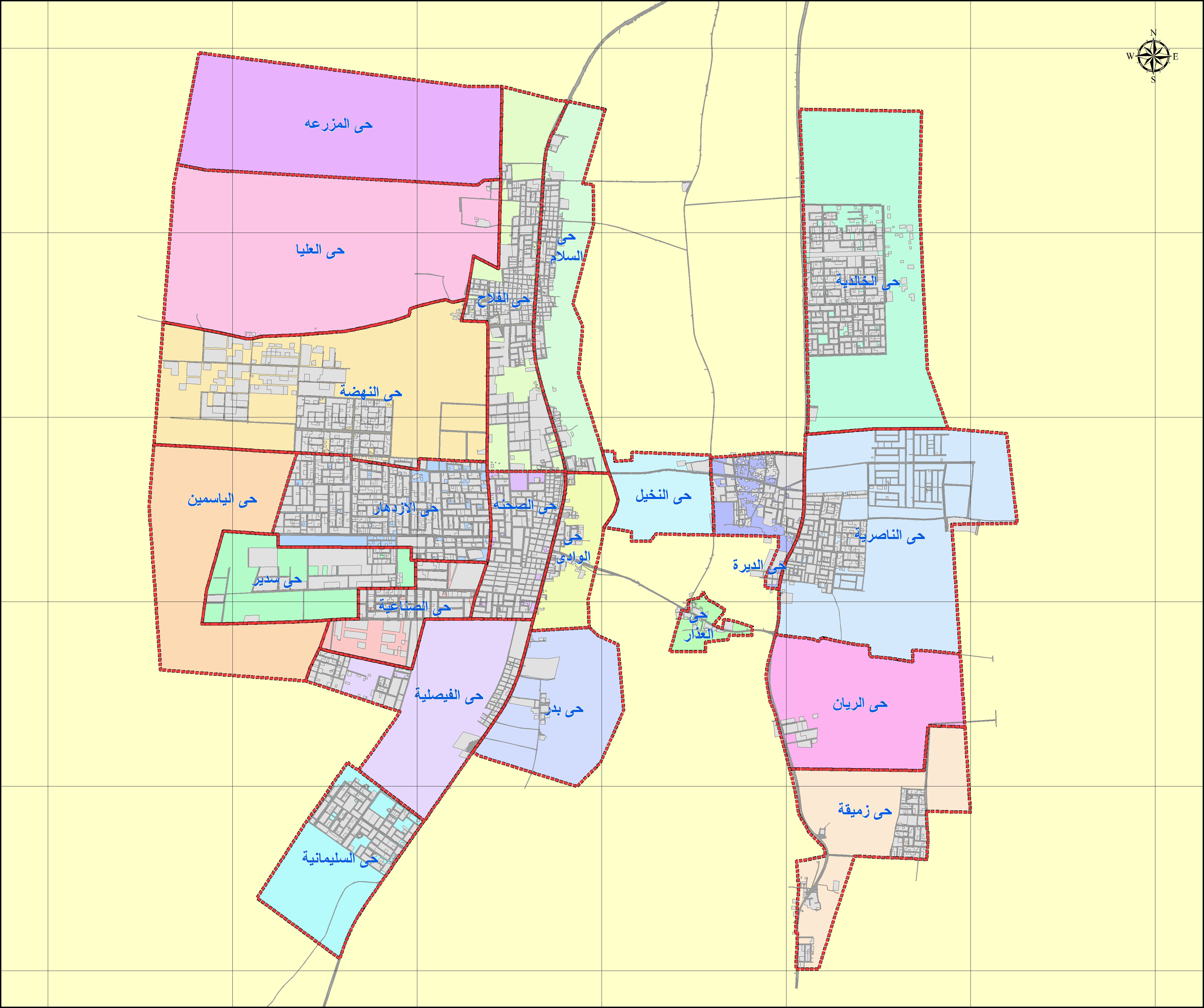
خريطة الدلم لعام 1436 هـ

تنقسم مدينة الدلم (مقر المحافظة) رسميًا إلى 21 حيًا حسب تقسيم بلدية محافظة الدلم (شاهد الصورة المرفقة)، وهي:
- حي الديرة
- حي الصحنة
- حي الناصرية
- حي الخالدية
- حي العذار
- حي زميقة
- حي النخيل
- حي الوادي
- حي بدر
- حي الصناعية
- حي السلام
- حي الازدهار
- حي الياسمين
- حي سدير
- حي الفلاح
- حي العليا
- حي المزرعة
- حي السلمانية
- حي الفيصلية
- الحي النهضة
- حي الريان

## المنتزهات والمشاريع الترفيهية في الدلم
- غابة الضاحي
- منتزه الحزم والضبيعة
- منتزه العين
- حديقة الخزان
- حديقة الصناعية
- منتزه خفس دغرة.[3]

## اكتشاف النفط فيها
تم اكتشاف النفط في الدلم عام 1410هـ/1989م، وقد أعلنت وكالة الأنباء السعودية في ذلك الحين ما نصه: (أعلنت أرامكو السعودية أنها اكتشفت منطقة زيت جديدة في موقع يبعد خمسة وسبعين كيلو متراً إلى الجنوب الشرقي من مدينة الرياض غرب جنوب الدلم).